# Montagne Pourpre
La montagne Pourpre (caractères chinois : 紫金山 ; pinyin : zǐ jīn shān ; anglais : Purple Mountain) également appelée montagne de la Cloche ou mont Zhong (chinois simplifié : 钟山 ; chinois traditionnel : 鍾山 ; pinyin : zhõng shān) se situe à l'est de Nankin dans la province chinoise du Jiangsu.
Un observatoire astronomique a été bâti à une altitude de 267 mètres : l'observatoire de la Montagne Pourpre.

## Parc national du mont Zhong de Nankin
La parc paysager de la montagne Pourpre (南京钟山风景名胜区) a été proclamé parc national le 8 novembre 1982.